# Sagediopsis
Sagediopsis — рід грибів родини Adelococcaceae. Назва вперше опублікована 1921 року.